# Porte de Lyon (Crémieu)
La porte de Lyon (ou porte de la loi) est une porte de ville médiévale, située sur la commune de Crémieu, dans le département français de l'Isère.

## Généralités
L'édifice est situé sur la rue des augustins et le cours Baron Raverat, au centre de l'actuelle cité de Crémieu, dans le département de l'Isère, en région Auvergne-Rhône-Alpes, en France. À l'époque médiévale, la porte faisait vraisemblablement partie du système défensif de la ville, composé de 9 portes et 14 tours de guet.

## Historique
La porte est mentionnée en 1392 et devient en 1535, l'un des accès principal à la ville,. Elle aurait été construite en remplacement d'une simple poterne.
La porte est classée au titre des monuments historiques par arrêté du 11 septembre 1906.
À partir de 2018 et le diagnostic sanitaire de son bâti, un projet de restauration de la porte est initié,.

## Description
L'édifice de la porte fait environ 20 mètres de hauteur et est couvert d'un toit à 4 pans couverts de lauzes, pierres calcaires de la région. Des corbeaux en saillies sont encore visibles sur la façade et supportaient à l'origine des hourds en bois,.
À l'origine, la porte était précédé des douves alimentées par la rivière de Vaud et pourvue d'un pont-levis ainsi que d'une herse.

## Galerie

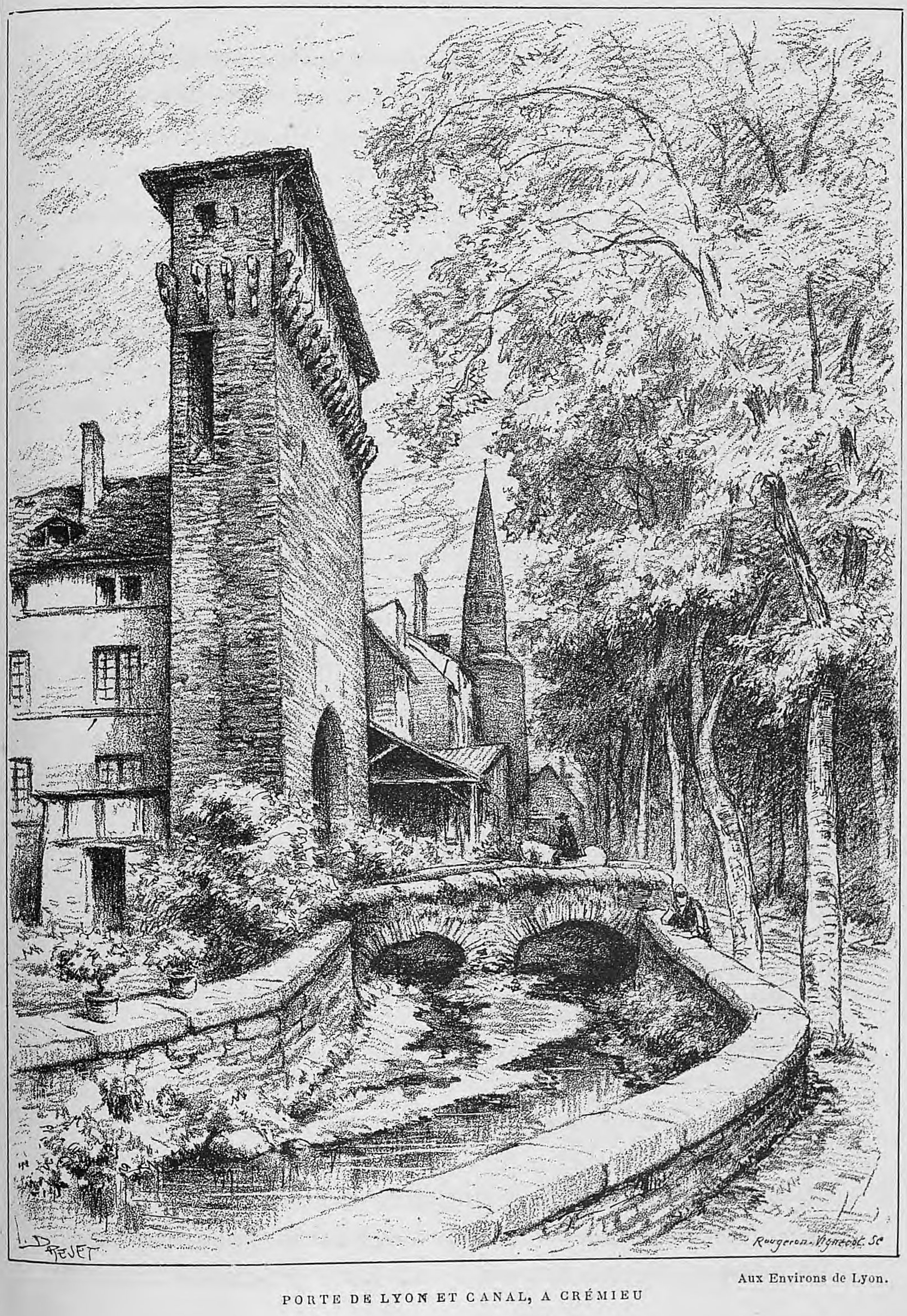
Illustration de la porte de Lyon XIXe siècle
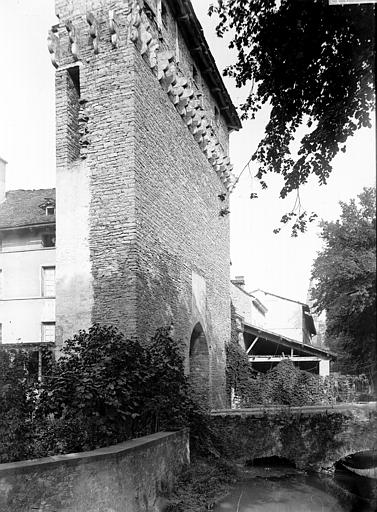
Porte de Lyon fin XIXe siècle / début XXe siècle
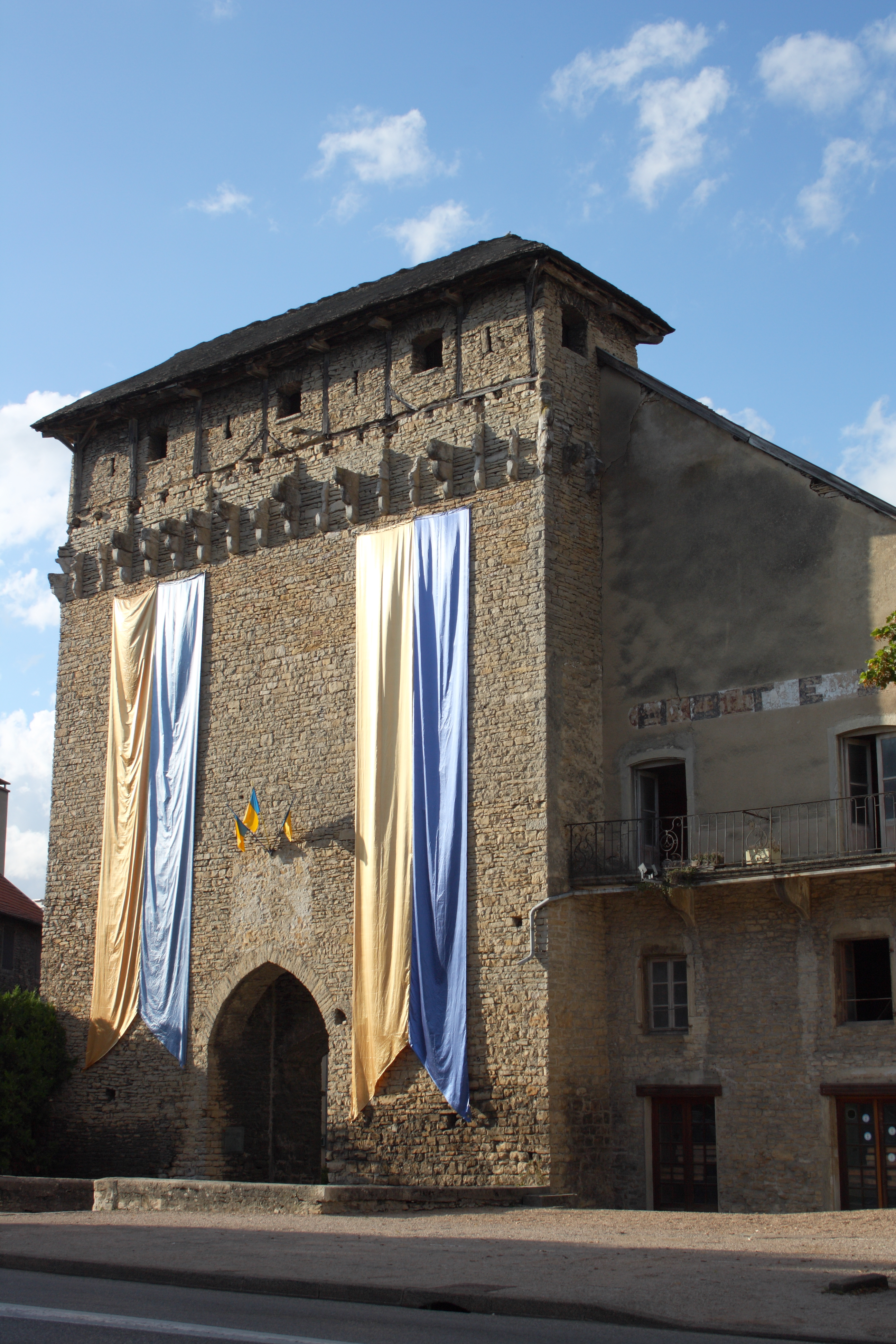
La porte décorée
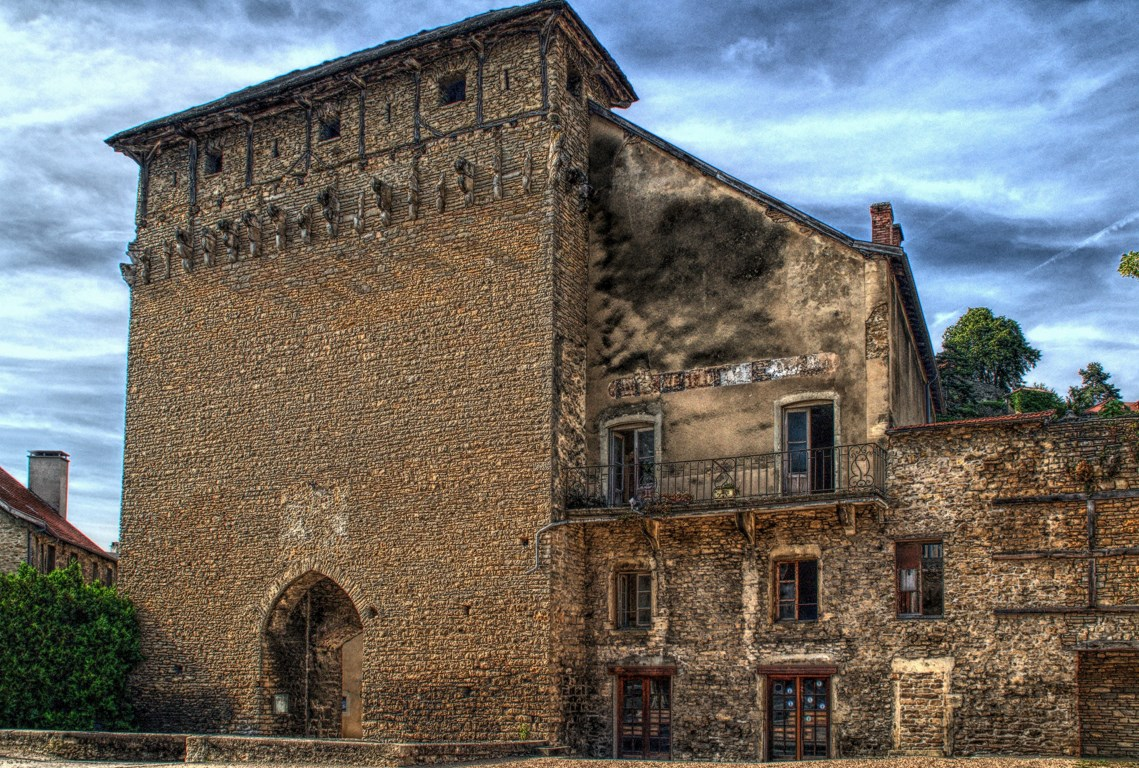
Autre vue